# 阿道夫二世 (紹姆堡-利珀)
阿道夫二世（德語：Adolf II Bernhard，1883年2月23日—1936年3月26日），末代紹姆堡-利珀親王，1911年起在位。1918年德国十一月革命，德国皇帝威廉二世和诸邦国国王、大公、亲王一同退位。
1936年，阿道夫於墨西哥死於空難，由弟弟沃爾拉德繼承家族首領。